# 티쩐
시진(市鎭) 또는 티쩐(Thị trấn)은 베트남의 읍 단위 3단계 행정 단위이다. 11,162개의 단위로 분할되어 있으며, 프엉과 싸와 동등한 지위를 가진다. 법령에 의해 시진은 공식적으로 2급, 3급, 4급, 5급의 지위를 가진다. 시전은 3단계 행정 단위로 현에만 종속된다.

## 역사
티쩐(市鎭)과 싸(社)의 차이는 주로 산업화율과 관련이 있다. 싸가 농사(농장, 임업, 어업 등을 포함)를 짓는데 반해 티쩐은 일반적으로 더 다양한 경제적 기반을 가진다. 티쩐의 인구 밀집도는 싸보다 높다. 인구 (밀도와는 대조적으로)와 같은 다른 기준, 세금으로 받은 수익과 토지 면적은 일반적으로 고려의 대상이 되지 않는다. 티쩐은 종종 싸보다 높은 예산을 가지고 있지만, 많은 반대 사례가 존재한다. 현 소재지는 일반적으로 티쩐의 지정학적 위치가 나쁜 경우를 제외하고는 현도(베트남어: huyện lỵ)로서 티쩐에 존재한다.
2008년 12월 31일을 기준으로 베트남에는 617개의 티쩐이 존재한다. 30개의 티쩐을 가지고 있는 타인호아성은 성 단위에서 가장 많은 티쩐을 소유하고 있으며, 이어 하노이가 22개로의 티쩐을 가지고 있다. 닌투언성은 3개의 티쩐만을 가지고 있으며, 다낭에는 아예 존재하지 않는다.

## 도시등급
대부분의 티쩐은 5급시로 분류된다. 일부 대도시에서는 예외적으로 건설부에서 2급(1개), 3급(1개), 4급시로 인정하기도 한다. 아래에 해당하지 않는 티쩐은 모두 5급시로 분류된다.
| 시진        | 현           | 성         | 등급 | 년도 | 기타                    |
| ----------- | ------------ | ---------- | ---- | ---- | ----------------------- |
| 안터이      | 푸꾸옥       | 끼엔장성   | II   | 2014 | 푸꾸옥의 시             |
| 즈엉동      | 푸꾸옥       | 끼엔장성   | II   | 2014 | 푸꾸옥의 시             |
| 띤자        | 띤자         | 타인호아성 | III  | 2016 | 틴자 도시 지역          |
| 애아까르    | 애아까르현   | 닥락성     | IV   | 2008 |                         |
| 리엔응이어  | 둑쫑현       | 럼동성     | IV   | 2009 |                         |
| 벤럭        | 벤룩현       | 롱안성     | IV   | 2010 |                         |
| 허우응이어  | 둑호아현     | 롱안성     | IV   | 2010 |                         |
| 비엣꽝      | 박꽝현       | 하장성     | IV   | 2010 |                         |
| 디엔카인    | 지엔카인현   | 카인호아성 | IV   | 2010 |                         |
| 반자        | 반닌현       | 카인호아성 | IV   | 2010 |                         |
| 미이안      | 탑므이현     | 동탑성     | IV   | 2010 | 표준 유형 IV로 확장     |
| 럽보        | 럽보현       | 동탑성     | IV   | 2011 | 표준 유형 IV로 확장     |
| 판리끄어    | 뚜이퐁현     | 빈투언성   | IV   | 2011 |                         |
| 탕          | 히엡호아현   | 박장성     | IV   | 2012 | 표준 유형 IV로 확장     |
| 띤비엔      | 띤비엔현     | 안장성     | IV   | 2012 |                         |
| 프억안      | 끄롱빡현     | 닥락성     | IV   | 2012 |                         |
| 끼엔르엉    | 끼엔르엉현   | 끼엔장성   | IV   | 2012 |                         |
| 남깐        | 남깐현       | 까마우성   | IV   | 2012 |                         |
| 송독        | 쩐반트이현   | 까마우성   | IV   | 2012 |                         |
| 투언안      | 푸방현       | 후에       | IV   | 2013 | 표준 유형 IV로 확장     |
| 미토        | 까올라인현   | 동탑성     | IV   | 2014 |                         |
| 닥밀        | 닥밀현       | 닥농성     | IV   | 2014 |                         |
| 틴롱        | 하이하우현   | 남딘성     | IV   | 2014 | 표준 유형 IV로 확장     |
| 부온쩝      | 끄롱아나현   | 닥락성     | IV   | 2014 |                         |
| 쁠리이껀    | 응옥호이현   | 꼰뚬성     | IV   | 2015 | 표준 유형 IV로 확장     |
| 쭈세        | 쯔세현       | 잘라이성   | IV   | 2015 |                         |
| 쩌이        | 호아인보현   | 꽝닌성     | IV   | 2015 | 표준 유형 IV로 확장     |
| 껀주옥      | 껀주옥현     | 롱안성     | IV   | 2015 | 표준 유형 IV로 확장     |
| 껀드옥      | 껀드억현     | 롱안성     | IV   | 2015 | 표준 유형 IV로 확장     |
| 푸퐁        | 떠이선현     | 빈딘성     | IV   | 2015 |                         |
| 끼엔득      | 닥르럽현     | 닥농성     | IV   | 2015 | 표준 유형 IV로 확장     |
| 까이롱      | 번돈현       | 꽝닌성     | IV   | 2015 | 표준 유형 IV로 확장     |
| 동당        | 까오록현     | 랑선성     | IV   | 2016 | 표준 유형 IV로 확장     |
| 둑화        | 둑호아현     | 롱안성     | IV   | 2016 | 표준 유형 IV로 확장     |
| 바찌        | 바찌현       | 벤째성     | IV   | 2016 | 표준 유형 IV로 확장     |
| 빈다이      | 빈다이현     | 벤째성     | IV   | 2016 | 표준 유형 IV로 확장     |
| 누이섭      | 토아이선현   | 안장성     | IV   | 2016 |                         |
| 푸미        | 푸떤현       | 안장성     | IV   | 2016 |                         |
| 애아즈랑    | 애아흘레오현 | 닥락성     | IV   | 2016 |                         |
| 호안라오    | 보짝현       | 꽝빈성     | IV   | 2017 | 표준 유형 IV로 확장     |
| 찌엔장 시진 | 레투이현     | 꽝빈성     | IV   | 2017 | 표준 유형 IV로 확장     |
| 응옥락      | 응옥락현     | 타인호아성 | IV   | 2017 | 표준 유형 IV로 확장     |
| 지엠디엔    | 타이투이현   | 타이빈성   | IV   | 2018 | 표준 유형 IV로 확장     |
| 냐방        | 띤비엔       | 안장성     | IV   | 2018 | 띤비엔 도시 확장        |
| 찔랑        | 띤비엔현     | 안장성     | IV   | 2018 | 띤비엔 도시 확장        |
| 람선        | 토쑤언현     | 타인호아성 | IV   | 2018 | 람선 - 사오방 도시 확장 |
| 사오방      | 토쑤언현     | 타인호아성 | IV   | 2018 | 람선 - 사오방 도시 확장 |
| 핫롯        | 마이선현     | 선라성     | IV   | 2018 |                         |